# まどろみ消去
『まどろみ消去』（まどろみしょうきょ、Missing Under The Mistletoe）は、森博嗣による初の短編小説集。

## 概要
- 講談社ノベルス - 1997年7月発行（ISBN 4061819704）
- 講談社文庫 - 2000年7月発行 （ISBN 4062649365）

以下の11編が収録されている。全編書き下ろし。
- 虚空の黙祷者  Silent Prayer in Empty
- 純白の女  The Lilies of Her Cheeks
- 彼女の迷宮  She is Lost in Mysteries
- 真夜中の悲鳴  Acoustic Emission
- やさしい恋人へ僕から  To My Lovely
- ミステリィ対戦の前夜  Just Before the Battle for Mysteries
- 誰もいなくなった  Thirty Little Indians
- 何をするためにきたのか  The Identity Crisis
- 悩める刑事  A Detective in Distress
- 心の法則  Constitutive Law of Emotion
- キシマ先生の静かな生活  The Silent World of Dr. Kishima

イラストは山田章博が担当し、巻末の解説を森が敬愛してやまない萩尾望都が担当した。本タイトルは森がかつて手がけた同人誌のタイトルから（「封印サイトは詩的私的手記」に1ページだけ掲載されている）。

## あらすじ
虚空の黙祷者
殺人容疑をかけられた夫が失踪して5年。仕事の都合で引っ越すことになったミドリは、夫の友人で、夫が殺したかもしれない男の息子に引っ越しの挨拶をしていた。家を売って引っ越すと言うミドリに、彼は家を買いたいと言い、プロポーズをする。その真意は……。
純白の女
人里離れた高原（らしき場所）のとある建物。ここを一人訪れたユリカは、毎日毎日、読まれないかもしれない手紙を夫に書き続ける……。
彼女の迷宮
大学教授で作家の夫を持つサキ。夫が書くミステリィ小説の主人公はサキがモデルになっている。しかし、サキはその作品が気に入らず、海外出張中の夫に内緒で荒唐無稽な話に書き換え始めてしまう。
真夜中の悲鳴
材料工学を専攻する大学院生のスピカは、連日泊まり込みで卒論の研究データを取っていた。数回行った実験の結果に奇妙な現象が記録されていることに気付いたスピカは、世紀の発見か、と心踊るが……。
やさしい恋人へ僕から
同人活動をする大学生の僕の元に、僕のファンだというスバル氏から原稿が送られてくる。直接会った2人は話が弾み、互いに意気投合する。
ミステリィ対戦の前夜
ミステリィ研究会の部長・岡部にせがまれて、渋々合宿に参加した西之園モエ。眠気を我慢して、部員たちが書いたつまらない競作ミステリィ談義を苛々しながらも聞くが……。
サリンジャーの短編「対エスキモー戦争の前夜」のタイトルをもじった。
誰もいなくなった
萌絵らミステリィ研究会が主催したミステリィツアーにヨーコとフカシも参加。参加者らは、屋上で3人の死体（役）を取り囲んで踊る30人のインディアンを目撃した。しかし、屋上へ通じる4箇所の階段と正門にいた見張り役は、誰も出入りしていない、と証言する。
S&Mシリーズの短編。作者が当時勤めていた大学で見かけたミステリィ・ツアーのポスターから着想を得たという
何をするためにきたのか
淡々と平凡に学生生活を送るフガク。謎めいた言葉を残しては去ってゆく友人・ワタル。フガクは教授に予言された通りフミエという女の子と出会い、フミエに言われた通りゲンジという坊主に出会う。一体何のためにここにいるのか。
悩める刑事
推理小説マニアのキヨノは、毎日夫の仕事の話を聞きたがる。当の夫のモリオは、そんな妻に辟易し、自分は今の仕事に向いていない、辞めたいと悩んでいた。一方、キヨノは希望部署への配属が決まったが夫に言い出せずに悩んでいた。
心の法則
ぼくとモビカ氏はそんなに仲が良いわけではない。ある日、モビカ氏に彼の姉を紹介され、モザイクアートが趣味の彼女に僕はとても興味を持った。
キシマ先生の静かな生活
キシマ先生は素晴らしい研究者だと僕は思う。いつも学生に難しい質問を投げかけるので、未だに助手という地位に甘んじているが、とても研究熱心な方だ。研究にしか興味が無いようだが、キシマ先生は、美人で有名な計算機センタの沢村さんのことが好きなようだ。
『四季 The Four Seasons』の愛蔵版には、この作品のみを収録した非売品の豆本が貰える応募券が付いていた他、後に「喜嶋先生の静かな世界」という小説を出版している。